# Championnat du monde féminin de volley-ball des moins de 20 ans 2003
Navigation
Rép. Dominicaine 2001 Turquie 2005
Le 12e Championnat du monde féminin de volley-ball des moins de 20 ans 2003 a été organisé en Thaïlande et s'est déroulé du 6 au 14 septembre 2003.

## Distinctions
- Meilleure marqueuse : Manon Flier  Pays-Bas
- Meilleure attaquante : Fabiana Claudino  Brésil
- Meilleure contreuse : Christiane Fürst  Allemagne
- Meilleure serveuse : Manon Flier  Pays-Bas
- Meilleure passeuse : Guan Jing Jing  Chine
- Meilleure défenseur : Agata Sawicka  Pologne
- Meilleure receveuse : Agata Sawicka  Pologne

## Classement final
| Place                     | Équipe       |
| ------------------------- | ------------ |
| Médaille d'or, monde      | Brésil       |
| Médaille d'argent, monde  | Chine        |
| Médaille de bronze, monde | Pologne      |
| 4                         | Pays-Bas     |
| 5                         | Allemagne    |
| 6                         | Ukraine      |
| 7                         | Biélorussie  |
| 8                         | Russie       |
| 9                         | Thaïlande    |
| 9                         | Venezuela    |
| 9                         | Corée du Sud |
| 9                         | Turquie      |
| 13                        | Algérie      |
| 13                        | Porto Rico   |
| 13                        | Taïwan       |
| 13                        | Cuba         |